# オアシス (ロバータ・フラックのアルバム)
『オアシス』（Oasis）は、アメリカ合衆国のR&B歌手ロバータ・フラックが1988年に発表したスタジオ・アルバム。

## 背景
ピーボ・ブライソンと連名で発表した『愛に生きて』（1983年）以来5年ぶりのアルバムで、フラック自身は『シカゴ・トリビューン』紙のインタビューにおいて「このプロジェクトでは、今までよりも曲作りに時間がかかったのよ。でも、このアルバムでは私が本当に好きな曲を歌う機会に恵まれたわ」と語っている。ただし、厳密には本アルバムで音楽活動に復帰したわけではなく、1987年の映画『誰かに見られてる』（監督：リドリー・スコット）のサウンドトラックにも「Someone to Watch Over Me」（ジョージ・ガーシュウィンとアイラ・ガーシュウィン作のスタンダード・ナンバーのカヴァー）を提供している。
「ルック・アウト」を提供したアシュフォード&シンプソンは、1998年の映画『Down in the Delta』のサウンドトラック・アルバムにおいて同曲をセルフ・カヴァーしている。「アンド・ソー・イット・ゴーズ」は、フラックの親友でもあった詩人マヤ・アンジェロウがソングライティングに貢献した。

## 反響
アメリカではBillboard 200で159位、『ビルボード』のR&Bアルバム・チャートで24位を記録。
本作からの第1弾シングル「オアシス」は『ビルボード』のR&B/ヒップホップ・シングル・チャートで1位を獲得し、アダルト・コンテンポラリー・チャートでは13位に達した。1989年には「ルック・アウト」がR&B/ヒップホップ・シングル・チャートで37位、ダンス・ミュージック/クラブ・プレイ・シングル・チャートで1位、ダンス・ミュージック/マキシ・シングル・チャートで8位を記録している。

## 収録曲
1. オアシス "Oasis" (Marcus Miller, Mark Stephens) – 6:11
2. オール・コウト・アップ "All Caught Up in Love" (Marvin Hamlisch, Siedah Garrett) – 4:08
3. ルック・アウト "Uh-Uh Ooh-Ooh Look Out (Here It Comes)" (Nickolas Ashford, Valerie Simpson) – 4:41
4. ショック・トゥ・マイ・システム "Shock to My System" (Franne Golde, Andy Goldmark, Dennis Lambert) – 4:24
5. ユー・フー・ブロウト・ミー・ラヴ "You Who Brought Me Love" (A. Goldmark) – 4:01
6. サムシング・マジック "Something Magic" (M. Miller, M. Stephens) – 4:06
7. アンド・ソー・イット・ゴーズ "And So It Goes" (Maya Angelou, Roberta Flack, Barry Miles) – 3:34
8. ユー・ノウ・ホワット・イッツ・ライク "You Know What It's Like" (R. Flack, B. Miles, Brenda Russell) – 4:44
9. アンド・ソー・イット・ゴーズ（リプリーズ） "And So It Goes (Reprise)" (M. Angelou, R. Flack, B. Miles) – 1:01
10. マイ・サムワン・トゥ・ラヴ "My Someone to Love" (M. Miller, R. Flack) – 5:53
11. ブラジル "(His Name) Brazil" (A. Goldmark, Henry Gaffney, R. Flack) – 4:51

## 参加ミュージシャン
- ロバータ・フラック - ボーカル、ピアノ
- マーカス・ミラー - ベース、キーボード、バックグラウンド・ボーカル(#1, #6, #10)
- ジェイソン・マイルス - キーボード(#4)、シンセサイザー・プログラミング(#1, #4, #5, #6, #8, #10)
- マイケル・オマーティアン - キーボード、ドラムス(#2)
- ランディ・カーバー - キーボード(#3)、シンセサイザー(#7, #8)
- マイケル・ボディカー - シンセサイザー(#3)
- アンディ・ゴールドマーク - キーボード、シンセサイザー・プログラミング、ドラム・プログラミング(#4, #5, #11)
- ジョン・バーンズ - キーボード、シンセサイザー・プログラミング(#4)
- グレッグ・フィリンゲインズ - キーボード、シンセサイザー・プログラミング(#4, #5, #11)
- ピート・ロビンソン - キーボード、シンセサイザー・プログラミング(#4, #5, #11)
- ラリー・ウィリアムズ - サックス・ソロ(#2)、シンセサイザー・プログラミング(#5)、シンセサイザー(#7, #8)
- ジェフ・ボヴァ - シンセサイザー・プログラミング(#6)
- バリー・マイルス - シンセサイザー(#7)、ドラム・プログラミング(#8)、シンセサイザー・プログラミング(#8)、エレクトリックピアノ(#10)
- ジェフ・ローバー - キーボード、シンセサイザー・プログラミング(#11)
- ダン・ハフ - ギター(#2)
- マイケル・ランドウ - ギター(#3, #7)
- ポール・ジャクソン・ジュニア - ギター(#4, #11)
- アール・クルー - ギター・ソロ(#7)
- チエリ・ミヌッチ - ギター(#11)
- ニール・スチューベンハウス - ベース(#3, #7)
- ネイザン・イースト - ベース(#11)
- バディ・ウィリアムズ - ドラムス(#1, #8)
- ハーヴィー・メイソン - ドラムス(#3)
- スティーヴ・フェローン - ドラムス(#4)
- ジミー・ブラロウワー - ドラムス(#4)
- ジョン・ロビンソン - ドラムス(#7, #8)
- スティーヴ・ガッド - ドラムス(#10)
- スティーヴ・ソーントン - パーカッション(#1, #6)
- パウリーニョ・ダ・コスタ - パーカッション(#3, #5, #11)
- マイケル・フィッシャー - パーカッション(#7, #8)
- ドン・アライアス - パーカッション(#10)
- デイヴィッド・サンボーン - サックス・ソロ(#1)
- ダン・ヒギンズ - サックス(#3, #8)
- ロジャー・バイアム - サックス・ソロ(#9)
- ジェリー・ヘイ - トランペット(#3, #8)
- サイモン・クライミー - ボーカル(#4)
- ラニ・グローヴス - バックグラウンド・ボーカル(#1)
- Chude Mondlane - バックグラウンド・ボーカル(#1)
- ブレンダ・ホワイト＝キング - バックグラウンド・ボーカル(#1)
- デニス・コリンズ - バックグラウンド・ボーカル(#1)
- マーク・スティーヴンス - バックグラウンド・ボーカル(#1, #6)
- フィル・ペリー - バックグラウンド・ボーカル(#3, #7, #8)
- Tawatha Agee - バックグラウンド・ボーカル(#6)
- イヴォンヌ・ルイス - バックグラウンド・ボーカル(#6)
- Lori-Ann Velez - バックグラウンド・ボーカル(#6)
- ガブリエーレ・グッドマン - バックグラウンド・ボーカル(#7, #8, #11)
- ジョージ・デューク - バックグラウンド・ボーカル(#11)
- ボブ・ヘンリー - バックグラウンド・ボーカル(#11)